# ایفریم لنگورت
ایفریم لنگورت (به انگلیسی: Ephraim Longworth) بازیکن فوتبال زادهٔ ۲ اکتبر ۱۸۸۷ اهل کشور انگلستان که سابقهٔ بازی در تیم ملی فوتبال انگلستان را در کارنامهٔ خود دارد. وی در تاریخ ۱۰ آوریل ۱۹۲۰ نخستین بازی ملی خود را در مقابل تیم ملی فوتبال اسکاتلند انجام داد و با حضور در ۵ بازی ملی، در تاریخ ۱۴ آوریل ۱۹۲۳ واپسین بازی ملی‌اش را در برابر تیم ملی فوتبال اسکاتلند برگزار کرد.